# La fiesta de la vida
La fiesta de la vida (titulada así en Hispanoamérica; titulada C'est la vie en España y cuyo título original en francés es Le sens de la fête), es el nombre de una película de comedia francesa dirigida por Olivier Nakache & Éric Toledano y estrenada en 2017. La película fue protagonizada por Jean-Pierre Bacri y Gilles Lellouche. Además, fue seleccionada para competir en el Toronto International Film Festival.

## Sinopsis
Max, un wedding planner, está organizando una boda en un castillo del siglo XVII, en el transcurso de la cual debe lidiar con un asistente volátil, a menudo mal hablado, personal desaparecido, camareros rebeldes, un novio exigente y egocéntrico, un sistema eléctrico dudoso y mucho más.
Entrelazados con sus problemas profesionales están sus problemas personales. Está en una separación de prueba de su esposa, y su cuñado, que también es uno de sus camareros, es un antiguo admirador de la novia. El otro asistente de Max es su amante, quien amenaza con poner fin a su relación y comienza a golpear a uno de los camareros para probarlo. Y es el cumpleaños de Max.
Al final de una serie de desastres, una exhibición de fuegos artificiales descontrolada y un sistema eléctrico accidentado en el momento álgido del evento finalmente le hacen rendirse desesperado y marcharse ... solo para descubrir que su personal ha superado los obstáculos para crear una celebración de la boda excepcional, única en su tipo, Le sens de la fête: el significado de la fiesta, la fiesta de la vida.

## Reparto
- Jean-Pierre Bacri como Max Angély.
- Gilles Lellouche como James.
- Jean-Paul Rouve como Guy.
- Vincent Macaigne como Julien.
- Alban Ivanov como Samy.
- Suzanne Clément como Josiane.
- Eye Haïdara como Adèle.
- Judith Chemla como Héléna.
- Benjamin Lavernhe como Pierre.
- Hélène Vincent como la madre de Pierre.
- Kévin Azaïs como Patrice.
- William Lebghil como Seb.
- Antoine Chappey como Henri.
- Manmathan Basky como Roshan.
- Khereddine Ennasri como Nabil.
- Gabriel Naccache como Bastien.
- Nicky Marbot como Bernard.

## Producción

### Casting y rodaje
La película comenzó a rodarse en la ciudad de París y tuvo un tiempo total de nueve semanas en producción. Uno de los lugares notables del rodaje fue El castillo de Courances.
El deseo de darle un papel principal a Jean-Pierre Bacri es uno de los elementos que motivó a los dos directores a embarcarse en este proyecto cinematográfico. Aunque también pensaban  en Alban Ivanov y William Lebghil.

### Banda sonora
La banda sonora incluye una gran mayoría de secuencias de jazz inéditas compuestas para la película. La película está dividida en varios capítulos definidos por el tiempo que transcurre durante el día de la boda. Estas referencias de tiempo están ilustradas por secuencias muy cortas en las que se reproduce exclusivamente la percusión

## Reconocimiento
- Globos de Cristal
  - Mejor Película para Olivier Nakache y Éric Toledano (Nominados)
  - Mejor Actor para Jean-Pierre Bacri (Nominado)

- Premios Goya
  - Mejor Película Europea para Olivier Nakache y Éric Toledano (Nominados)

- Premios Lumieré
  - Mejor Película para Olivier Nakache y Éric Toledano (Nominados)
  - Mejor Actor para Jean-Pierre Bacri (Nominado)
  - Mejor Revelación femenina para Eye Haïdara  (Nominada)
  - Mejor Guion para Olivier Nakache y Éric Toledano (Pendiente)

- Premios César
  - Mejor película para Olivier Nakache y Éric Toledano (Nominados)
  - Mejor dirección para Olivier Nakache y Éric Toledano (Nominados)
  - Mejor actor para Jean-Pierre Bacri (Nominado)
  - Mejor actor secundario para Vincent Macaigne (Nominado)
  - Mejor actor secundario para Gilles Lellouche (Nominado)
  - Mejor revelación masculina para Benjamin Lavernhe (Nominado)
  - Mejor revelación femenina para Eye Haïdara  (Nominada)
  - Mejor guion original para Olivier Nakache y Éric Toledano (Nominados)
  - Mejor montaje para Dorian Rigal-Ansous (Nominada)
  - Mejor sonido para Pascal Armant, Sélim Azzazi y Jean-Paul Hurier (Nominados)